# Escala de Palermo
La Escala Técnica de Amenaza de Impacto de Palermo (en inglés: Palermo Technical Impact Hazard Scale) es una escala de tipo logarítmico (base 10) cuya función es medir el riesgo de impacto de un objeto próximo a la Tierra (NEO, del inglés Near Earth Object). Se compara la probabilidad del impacto potencial del objeto detectado con el riesgo medio de otro objeto de igual o superior tamaño a lo largo de los años hasta la fecha del impacto potencial prevista.
Existe otra escala similar llamada Escala de Turín que toma valores discretos (niveles 0-10) con lo que facilita su comprensión. Al ser menos técnica está orientada a gente con menos conocimientos teóricos.
Los valores que puede tomar la escala de Palermo son de carácter continuo a diferencia de la escala de Turín. El valor -2 significa que solo existe un 1% del riesgo medio de impacto. El valor 0 indica que la probabilidad de impacto es la misma que la probabilidad del riesgo medio. El valor 2 indicaría que la probabilidad de impacto es 100 veces superior al riesgo medio.

## Fórmula matemática
La fórmula de cálculo de la escala de Palermo: 
{\displaystyle P=\log _{10}{\frac {p_{i}}{f_{B}T}}}
- {\displaystyle {p_{i}}} es la probabilidad de impacto.

- {\displaystyle {T}} = es el periodo que falta hasta el evento.

- {\displaystyle {f_{B}}} = es la frecuencia anual de impacto. Actualmente está estimado en: {\displaystyle f_{B}=0.03E^{-0.8}\;}